# Frederick J. Horne

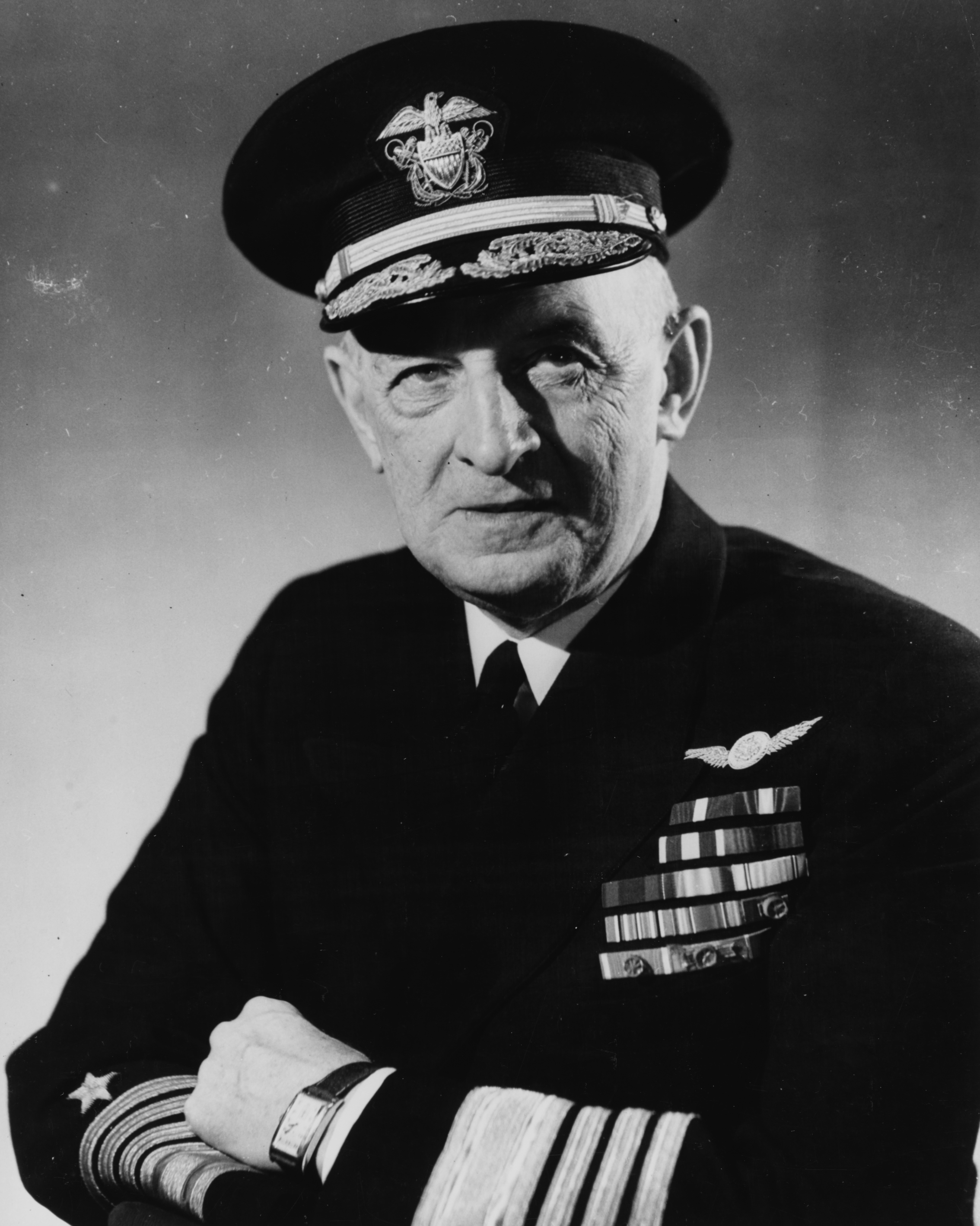
Admiral Frederick J. Horne

Frederick Joseph Horne (* 14. Februar 1880 in Manhattan, New York City; † 18. Oktober 1959 in San Diego, Kalifornien) war ein US-amerikanischer Admiral der US Navy, der 1942 erster Vice Chief of Naval Operations wurde und als solcher bis 1945 für alle logistischen Aufgaben der Marine im Zweiten Weltkrieg verantwortlich war.

## Leben

### Militärische Ausbildung, Spanisch-Amerikanischer Krieg und Philippinisch-Amerikanischer Krieg
Horne begann nach dem Schulbesuch am 20. Mai 1895 seine militärische Ausbildung an der US Naval Academy in Annapolis. Noch während seiner Ausbildung als Seekadett wurde er nach dem Beginn des Spanisch-Amerikanischen Krieges am 23. April 1898 zum Kriegsdienst herangezogen und wurde zunächst auf dem Kanonenboot USS Bancroft eingesetzt, ehe er im Sommer 1898 auf das Schlachtschiff USS Texas versetzt wurde und am 3. Juli 1898 an der Seeschlacht vor Santiago de Cuba teilnahm.
Danach setzte er seine Ausbildung an der US Naval Academy fort, die er am 28. Januar 1899 abschloss. Daraufhin nahm Horne als Midshipman an Bord des Geschützten Kreuzers New Orleans seinen Dienst auf und fand im Anschluss nacheinander Verwendungen auf dem Kanonenboot Paragua, dem Kanonenboot Castine, dem Kanonenboot Yorktown, auf dem Versorgungsschiff Iris sowie auf dem Hospitalschiff Solace. Während dieser Zeit nahm er an 15 Gefechtseinsätzen im Philippinisch-Amerikanischen Krieg teil. Nach Abschluss des zweijährigen verpflichtenden Seedienste wurde er am 28. Januar 1901 zum Leutnant zur See befördert.

### Ingenieur, Navigator und Instrukteur an der US Naval Academy
Als Leutnant zur See befand sich Horne zunächst weiter im Schiffsdienst und war zunächst auf dem Kanonenboot USS Alert, dem Kanonenboot USS Adams sowie zuletzt als Chefingenieur an Bord des Kanonenbootes USS Wheeling bis zu deren Außerdienststellung am 1. Juli 1904. Daraufhin kehrte er an die US Naval Academy zurück und lehrte dort als Instrukteur der Abteilung für Ingenieurwesen, ehe er anschließend am 25. Mai 1906 Leitender Ingenieur der USS Florida, ein Monitor der Arkansas-Klasse, wurde. Wenige Monate später erfolgte im September 1906 seine Versetzung an Bord des Schlachtschiffes USS Illinois, wo er ebenfalls Leitender Schiffsingenieur war.
Am 28. November 1908 übernahm Horne die Funktion als Erster Offizier (Executive Officer) des zur Denver-Klasse gehörenden Geschützten Kreuzers Chattanooga, der zur US-Asienflotte (US Asiatic Fleet) gehörte. Nach Beendigung dieser Verwendung am 8. Oktober 1910 kehrte er abermals an die US Naval Academy zurück, an der er vom 1. November 1910 bis zum 10. Juni 1912 als Instrukteur in der Abteilung für Navigation unterrichtete. Während dieser Zeit absolvierte er im Sommer 1911 aber auch einen praktischen Aufenthalt als Leitender Schiffsingenieur an Bord des Schlachtschiffes Iowa. Im Anschluss folgten Verwendungen als Navigationsoffizier auf den Schlachtschiffen New Hampshire und Alabama.
Daraufhin wurde Horne zum Marineausbildungsstützpunkt (Naval Training Station) versetzt, wo er auf die Überfahrt nach Manila vorbereitet wurde. Als Navigationsoffizier auf dem ebenfalls zur US-Asienflotte gehörenden Panzerkreuzer USS New York unternahm er im Anschluss die Überfahrt auf die Philippinen und fungierte nach seiner Ankunft von März bis Juni 1914 als Hafenkapitän des Marinestützpunktes in Olongapo. Danach übernahm er von Juni bis November 1914 sein erstes Schiffskommando als Kommandant (Commanding Officer) des Versorgungsschiffes USS Rainbow, das im Juli 1914 die Manilabucht verließ und auf ihrem Weg zur Dekommissionierung auf dem Mare Island Naval Shipyard in Kalifornien zwischenzeitlich Untersuchungen sowie Erkundungen der zu Hawaii gehörenden French Frigate Shoals unternahm.

### Erster Weltkrieg und Marineattaché in Japan

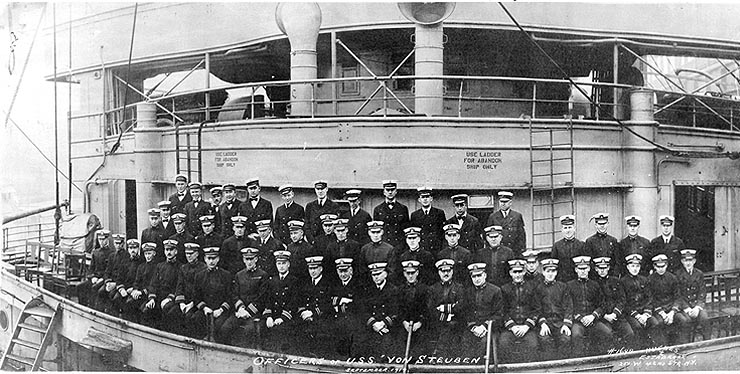
Frederick J. Horne (1. Reihe, 8. von links) mit Offizieren der USS Steuben (September 1919)

Im November 1914 wurde Horne als Korvettenkapitän zunächst Mitarbeiter des Marineattaché an der Botschaft im Kaiserreich Japan, ehe er schließlich vom 15. Januar 1915 bis zum 15. März 1919 selbst Marineattaché in Tokio war. Für seine Verdienste bei der Begründung und Aufrechterhaltung der freundschaftlichen Beziehungen zu Japan während des Ersten Weltkrieges sowie der Versorgung mit nützlichen Informationen für den Marinenachrichtendienst ONI (Office of Naval Intelligence) und den Oberbefehlshaber der US-Asienflotte wurde er mit dem Navy Cross geehrt, der höchsten Auszeichnung, die vom US-Marineministerium vergeben wird. Darüber hinaus wurde ihm als ersten US-Marineoffizier von der japanischen Regierung für seine Verdienste als Marineoffizier der Orden des Heiligen Schatzes 3. Klasse verliehen. Nach seiner Rückkehr in die USA versah er von März bis April 1919 Sonderdienst im ONI, um dort von seinen Erkenntnissen und Erfahrungen über Japan zu berichten.
Daraufhin wurde Horne im April 1919 Kommandant des Truppentransporters USS Von Steuben, um aus Frankreich heimkehrende US-amerikanische Truppen aufzunehmen. Am 17. Mai 1919 brach der runderneuerte Truppentransporter wieder in Richtung USA auf. Horne blieb für diese Transporte bis 13. Oktober 1919 zuständig, ehe das Schiff am 14. Oktober 1919 dekommissioniert wurde.

### Offizier bei der US-Pazifikflotte, Absolvent des Naval und Army War College
Daraufhin übernahm er das Kommando über den zur US-Pazifikflotte (US Pacific Fleet) gehörenden Zerstörertender USS Buffalo und verblieb bis Juni 1920 auf diesem Posten. Zwischenzeitlich fungierte er einen Monat als Kommandant des Kreuzers USS Birmingham, der als Flaggschiff des Zerstörergeschwaders der US-Pazifikflotte diente. Im Anschluss versah er von Juni 1920 bis Juni 1921 das Kommando über die USS Vestal, ein Reparaturschiff der US-Marine.
Nach seiner Rückkehr wurde Horne im Juni 1921 Adjutant des Kommandanten des Portsmouth Naval Shipyard, eine Werft der US-Marine in Kittery in der Nähe von Portsmouth. Im Anschluss war er nacheinander Absolvent des Naval War College (NWC) in Newport sowie des Army War College, das zu der Zeit im Fort Lesley J. McNair in Washington, D.C. untergebracht war. Am 14. Juni 1924 übernahm er das Kommando über den Leichten Kreuzer Omaha und versah danach vom 16. Januar 1926 bis März 1926 Dienst beim Dritten Marinebezirk (Third Naval District) in New York City, wo er für Fragen der Marinereserve zuständig war.

### Ausbildung zum Marinefliegerbeobachter

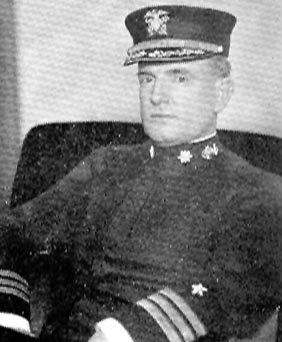
Der damalige Leiter des Bureau of Aeronautics, William A. Moffett, überredete Horne 1926 zur Ausbildung als Naval Aviation Observer auf der Naval Air Station Pensacola

Im Anschluss gehörte Horne zwischen März und Juni 1926 zur ersten Klasse von Kapitänen zur See, die vom damaligen Leiter des Marinefliegeramtes (Bureau of Aeronautics) William A. Moffett überredet wurden, sich einer Flugausbildung auf dem Marinefliegerstützpunkt in Pensacola (Naval Air Station Pensacola) zu unterziehen. Eine neu erlassene Dienstvorschrift sah vor, dass das Kommando über Flugzeugträger, Tendern, Geschwadern und Marinefliegerstützpunkte auf Offiziere beschränkt wurde, die eine Qualifikation als Marineflieger mit dem Flugzeugführerabzeichen (Naval Aviator Badge) oder zumindest als Marinefliegerbeobachter (Naval Aviation Observer Badge) abgeschlossen hatte. Die Qualifizierung als Marineflieger sah 200 Flugstunden voraus, während für Marinefliegerbeobachter 100 Stunden im Flugdienst vorgesehen waren. Wie die meisten älteren Offiziere entschied sich auch Horne für die weniger aufwändige Fortbildung zum Naval Aviation Observer. Zu den Teilnehmern seines Lehrgangs gehörten mehrere spätere Vizeadmirale und Admirale wie Joseph M. Reeves, Harry E. Yarnell, Alfred Wilkinson Johnson und Henry V. Butler.
Nachdem er daraufhin seit Juni 1926 Mitglied des Marineprüfungsausschusses (Naval Examining Board) des US-Marineministeriums (US Department of the Navy) war, löste Horne Kapitän zur See Ernest J. King am 3. Januar 1927 vorübergehend als Kommandant des Flugzeugmutterschiffs USS Wright. Konteradmiral Moffett hatte King bereits vor der notwendigen Flugausbildung zum Kommandanten der USS Wright ernannt, um sicherzustellen, dass King das Kommando über dieses Schiff erhielt. Nach Abschluss der Flugausbildung übernahm King daraufhin von Horne am 6. Juni 1927 wieder das Kommando über die USS Wright. Während seiner Zeit als kommissarischer Kommandant der USS Wright war Horne darüber hinaus auch Leitender Offizier im Stab des Kommandeurs der Flugzeuggeschwader (Commander Aircraft Squadrons) der US-Aufklärungsflotte (US Scouting Fleet).

### War Plan Orangeund Kommandant derUSS Saratoga

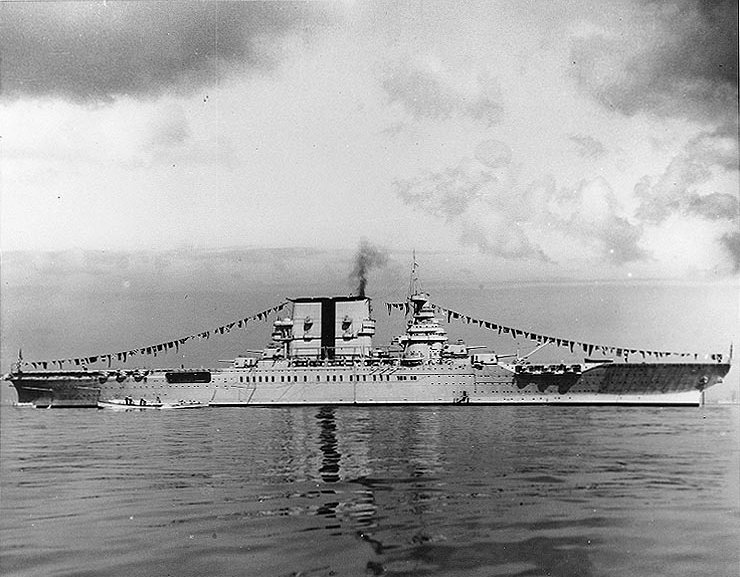
Flugzeugträger Saratoga

Im Anschluss wurde Horne im Juni 1927 Chefassistent von Konteradmiral Frank Herman Schofield, der damalige Leiter der Abteilung für Kriegsplanung (War Plans Division) im Büro des Chief of Naval Operations, und übte diese Funktion bis April 1929 aus. Seine Erfahrung mit der Marinefliegerei sowie als Marineattaché in Japan erwiesen sich als Vorteil bei der Überarbeitung des sogenannten War Plan Orange, der nach dem Ersten Weltkrieg erarbeitete Plan für einen erwarteten Krieg mit Japan. Dabei zeichnete er sich insbesondere durch seine Zusammenarbeit mit den Offizieren der US Army im Gemeinsamen Heeres- und Marineausschuss (Joint Army and Navy Board) aus.
Am 20. April 1929 wurde Horne Kommandant des zur Lexington-Klasse gehörenden Flugzeugträgers Saratoga und verblieb bis zum 5. September 1930 auf diesem Posten. Dann fungierte er vom 20. September 1930 bis zum 5. Juni 1931 selbst als Kommandeur der Flugzeuggeschwader der US-Aufklärungsflotte, wobei dieser Titel im Oktober 1930 zunächst in Kommandeur der 1. Flugzeugträgerdivision (Commander Carrier Division 1) sowie am 13. Februar 1931 in Kommandeur der Flugzeuge (Commander Aircraft) der Aufklärungskräfte (Scouting Force) sowie Kommandeur der 1. Division geändert wurde. Im Anschluss bekleidete er vom 18. Juli 1931 an zwei Jahre lang die Funktion als Chef des Stabes des 14. Marinebezirks (Fourteenth Naval District) in Pearl Harbor.

### Flaggoffizier

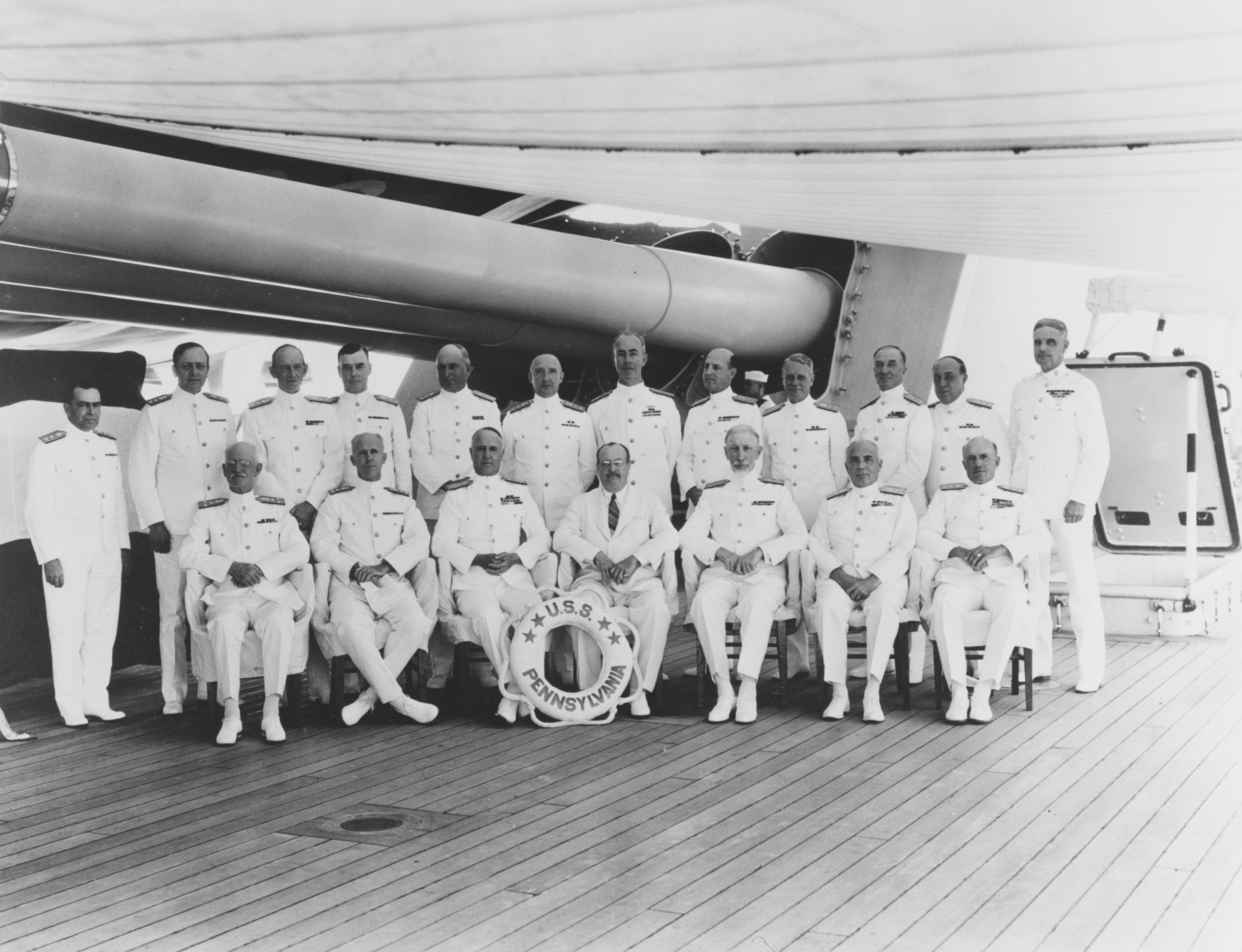
Konteradmiral Frederick J. Horne als Befehlshaber der Marinestützpunktkräfte (stehend, 3. von links) mit Vize-Marineminister Henry L. Roosevelt (sitzend, 4. von links) und dem Oberbefehlshaber der Flotte, Admiral David F. Sellers (sitzend, 3. von links) sowie weiteren Flaggoffizieren (1934)

#### COMAIRBATFOR und die MarineübungFleet Problem XVIII
Im Juni 1933 wurde Horne zum Konteradmiral befördert und war bis Juni 1934 sowohl Kommandeur der Marinestützpunktkräfte (Commander Base Force) als auch von deren Ausbildungsgeschwader. Im Anschluss war er zunächst von Juni 1934 bis März 1935 erneut Mitglied des Marineprüfungsausschusses, ehe er vom 1. April 1935 bis zum 18. Juni 1935 Kommandeur der 6. Kreuzerdivision (Cruiser Division 6) der Aufklärungskräfte war. Am 18. Juni 1935 erfolgte seine Ernennung zum Kommandeur der Flugzeugverbände (Commander Aircraft) der Marinestützpunktkräfte. Während dieser Zeit unternahmen im Herbst 1935 Marineflugzeuge Flüge auf die Midwayinseln. Auf diesem Posten verblieb er bis zum 9. Juni 1936 und wurde dann durch Ernest J. King abgelöst, der nunmehr ebenfalls Konteradmiral war.
Am 9. Juni 1936 wurde Horne zum Vizeadmiral befördert und übernahm als COMAIRBATFOR die Funktion als Kommandeur der Flugzeugverbände der US-Kriegsflotte (US Battle Force) und übte diese Funktion bis zum 29. Juni 1938 aus. Seine damaligen Vorgesetzten als Befehlshaber der US-Kriegsflotte waren Admiral William D. Leahy sowie anschließend seit dem 2. Januar 1937 Admiral Claude C. Bloch. Seine Verwendung als COMAIRBATFOR waren geprägt durch die Marineübung Fleet Problem XVIII im Mai 1937, die zu einer Reihe von Flottenübungen gehörte, die die Marinedoktrin zwischen den Weltkriegen entwickeln und testen sollten. In einem Teil der Übung sah sich Horne in einem simulierten Luftangriff mit King in San Diego. Hornes Flugzeugträger, die USS Saratoga sowie die Ranger, waren mit dem Angriff der Stadt beauftragt, die von Kings küstenbasierten Aufklärungsflugzeugen und den Flugzeugen des Flugzeugträgers Lexington verteidigt wurde. Kings Aufklärungsflugzeuge lokalisierten Hornes Flugzeugträger in der Nacht und am nächsten Morgen verhinderte ein dichter Nebel den Start aller Flugzeuge von den Flugzeugträgern, während das klare Wetter über San Diego es King erlaubt, schwere Bombenangriffe vorzunehmen, die zum „Versenken“ der beiden Flugzeugträger Hornes vor dem Ende der Übung um 10 Uhr morgens führten.
Im Januar 1938 wurde King neuer COMAIRBATFOR und damit erneut Nachfolger Hornes, der wiederum in seinen ständigen Rang (Permanent Rank) als Konteradmiral zurückversetzt wurde.

#### Vorsitzender des Ausschusses für die Marinefliegerausweitung
Am 15. März 1938 wurde Horne zunächst Mitglied des Generalausschusses des Marine (General Board of the Navy), in dem er sich mit Luftfahrtproblemen befasste. 1939 wurde er Vorsitzender eines einflussreichen Ausschusses zur Entwicklung der Personalpolitik für die Ausweitung der Marinefliegerkräfte. Dieser Ausschuss wurde am 29. Juni 1939 vom damaligen Marineminister (US Secretary of the Navy) Claude A. Swanson einberufen, um die Angelegenheiten zu studieren, die sich auf das reguläre und Reserveflugpersonal von US Navy und US Marine Corps (USMC) beziehen. Zu den weiteren Mitglied dieses Ausschusses gehörten Fregattenkapitän George D. Murray, Fregattenkapitän Edwin T. Short, Oberstleutnant (USMC) L. C. Merritt sowie Korvettenkapitän Walton W. Smith. Die rasche Erweiterung der Marinefliegerei schuf eine Nachfrage an Piloten, die weit über die Anzahl qualifizierter Absolventen der US Naval Academy hinausging.
Nach einer sechsmonatigen Studie legte der Ausschuss am 22. Dezember 1939 seinen Abschlussbericht vor. Darin wurde ausgeführt, dass die Marinefliegerei ein wichtiger Bestandteil der Flotte ist und Marineflieger generell zur ständigen Fortbildung verpflichtet werden sollte, um die allgemeine Diensterfüllung zu gewährleisten. Andererseits wies der Horne-Ausschuss Vorschläge zur Gründung eines eigenständigen Luftfahrkorps innerhalb der Marine sowie die ausschließliche Verwendung von Offizieren für den Marinefliegerdienst zurück. Stattdessen schlug der Ausschuss die Kommissionierung einer Anzahl von Reserve-Marinefliegern vor, die in den regulären Dienst innerhalb der US Navy übernommen werden sollten. Dieser Vorschlag wurde letztlich vom US-Marineministerium übernommen.

### Zweiter Weltkrieg

#### Assistant Chief of Naval Operations
Ende 1940 verließ Admiral Ernest J. King den Generalausschuss der Marine, um am 1. Februar 1941 das Amt als Oberkommandierender der US-Atlantikflotte (US Atlantic Fleet) zu übernehmen, ehe er Ende Dezember 1941 wenige Wochen nach dem Angriff auf Pearl Harbor durch die Kaiserlich Japanischen Marineluftstreitkräfte die Funktion als Oberkommandierender der US-Flotte (US Fleet) übernehmen. Unmittelbar darauf drängte King den Chief of Naval Operations, Admiral Harold R. Stark, dazu, dessen Assistenten Konteradmiral Royal E. Ingersoll zu entlassen, damit dieser Nachfolger Kings als Oberkommandierender der US-Atlantikflotte werden konnte.
Für die Nachfolge Ingersolls als Assistant Chief of Naval Operations schlug King Admiral Stark entweder Horne vor, der als Mitglied des Generalausschusses der Marine auf seine Versetzung in den Ruhestand wartete, oder Konteradmiral Russell Willson, der damalige Superintendent der US Naval Academy. King sagte dazu: „Nehmen Sie denjenigen, den Sie möchten, und ich nehme den anderen als meinen Stabschef“ (‚Take the one you want to replace Ingersoll and I will take the other as my chief of staff‘). Stark entschied sich für Horne, der daraufhin am 27. Dezember 1941 Assistent des Chief of Naval Operations wurde. Diese Funktion übte er bis zum 25. März 1942 aus und wurde am 10. März 1942 wieder zum Vizeadmiral befördert.

#### Vice Chief of Naval Operations und Admiral der US Navy
Am 12. März 1942 erließ US-Präsident Franklin D. Roosevelt die Executive Order 9096, in der die Funktionen des Oberkommandierenden der US-Flotte COMINCH (Commander-in-Chief, US Fleet) und des Chief of Naval Operations CNO miteinander verbunden wurden. Während der COMINCH das Oberste Kommando über die operativen Kräfte der Marine ausübte, war der CNO verantwortlich für deren Ausbildung und logistische Unterstützung. Die Executive Order 9096 begründete auch die Funktion eines Vice Chief of Naval Operations (VCNO) im Range eines Vizeadmirals, der dem Stab des CNO vorstehen sollte und bei Abwesenheit des COMINCH-CNO kommissarisch als CNO fungieren sollte. Aufgrund dieser Präsidialentscheidung wurde der bisherige CNO Admiral Stark Oberkommandierender der Marinestreitkräfte in Europa (US Naval Forces Europe) und Admiral King COMINCH-CNO, während Horne am 25. März 1942 erster Vice Chief of Naval Operations wurde.
Während des Zweiten Weltkrieges war Horne de facto Chief of Naval Operations, da sich King vorrangig mit seinen Verpflichtungen als COMINCH sowie im Vereinigten Generalstab (Joint Chiefs of Staff) befasste. King und Horne hatten sich inoffiziell darauf verständigt, dass King mit der Kriegsführung betraut werde, während Horne und sein Assistent, Konteradmiral Lynde D. McCormick, für logistische Aufgaben der US-Marine zuständig waren. Im März 1943 gab er den Bau von Dutzenden von Geleitflugzeugträgern bekannt. Horne trug außerdem die Verantwortung für Haushalt und finanzielles Management sowie als erster uniformierter Sprecher der Marine vor dem US-Kongress und war darüber hinaus Mitglied sowie später von Mai 1943 bis September 1945 Vorsitzender des Treibstoffausschusses von Heer und Marine (Army–Navy Petroleum Board). Im Juli 1943 gab er bekannt, dass die US-Marine Pläne für einen Krieg mit Japan bis 1949 aufstellen würde.
Als Leiter der Marinelogistik war Horne zudem Hauptverbindungsperson zum sogenannten Truman Committee (Senate Special Committee to Investigate the National Defense Program), ein Sonderausschuss des US-Senats unter dem Vorsitz von Senator Harry S. Truman, das mit der Untersuchung von Verschwendung, Korruption und Wucherei in der Verteidigungsindustrie in Kriegszeiten beauftragt war. In einer Befragung zur Verschwendung im Pazifikkrieg führte Horne aus, dass es unmöglich sei, einen Krieg in der Größenordnung zu führen, ohne dass es auch zu Verschwendung komme. Er führte dazu aus: „Ich verneine zu keinem Moment, dass sich in Pearl Harbor und anderswo im Pazifik Material im Wert von Milliarden von US-Dollar befinden… Aber ich muss jetzt die Ausgewogenheit zu Gunsten der Kommandeure finden, diesen das zu geben, was sie nach ihren Angaben brauchen, und zur gleichen Zeit, ich bin mir bewusst, dass es Sie genauso wie mich interessieren wird, meine Herren, zu sparen. Dort, wo wir Verschwendung heilen können, tun wir dies, aber wir können diese nicht kurzfristig beenden.“ (‚I don’t deny for a moment that there are billions of dollars’ worth of materiel out on Pearl Harbor and elsewhere in the Pacific… But I just have to resolve the balance in favor of giving the commanders what they say they need, and at the same time, I’m fully aware that you gentlemen are interested, as I am, in saving. So where we can cure the waste, we’re doing it, but we’re not going to stop short‘).

#### Angespanntes Verhältnis zu Admiral Ernest J. King

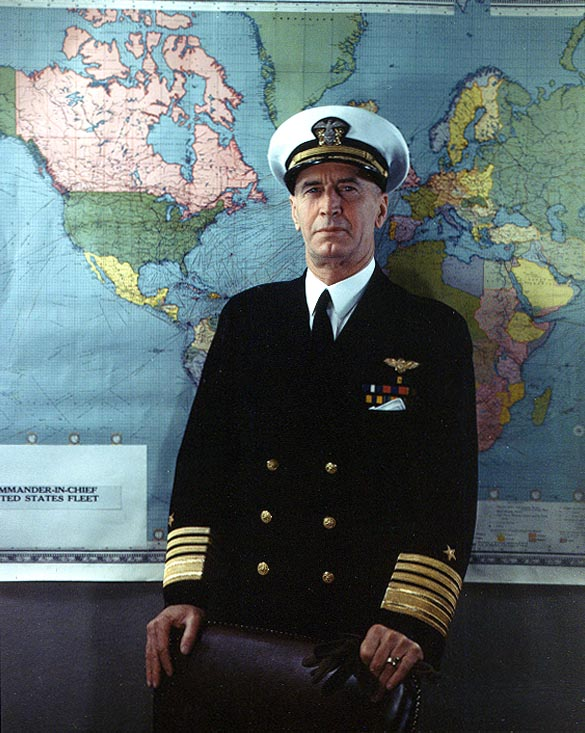
Die Beziehung Hornes zu Admiral Ernest J. King war von Respekt und gegenseitigem Misstrauen geprägt

US-Marineminister Frank Knox versuchte King zu entmachten, was die Spannung zwischen King und Horne steigerte

Frederick J. Horne und Ernest J. King betrachteten sich Respekt und gegenseitigem Misstrauen. Horne erzählte einem Freunde, dass eine der Dinge, die für die US-Marine tun konnte war, King unter Kontrolle zu halten, während King Hornes Intelligenz und administrativen Fähigkeiten bewunderte, aber dessen Ehrgeiz misstraute. King sagte dazu später: „Horne war ein Ja-Sager, aber zugleich ein sehr fähiger Mann… Ich habe ihn niemals gemocht und ich wusste niemals warum“ (‚Horne was a yes man, but a very able man all the same… I have never liked him and never knew why‘).
Kings Biograf Thomas B. Buell vertrat die Ansicht, dass dessen Abneigung gegenüber Horne von Marineminister Frank Knox Versuch stammten, King von einer seiner COMINCH-CNO-Funktionen abzulösen. Am Rande der Ersten Quebec-Konferenz, der sogenannten Quadrant-Konferenz, im August 1943 überraschte Knox Admiral King mit dem Vorschlag, das Amt als Chief of Naval Operations an Horne abzugeben. Nach seiner Rückkehr nach Washington, D.C. konfrontierte King Horne mit den Worten: „Woher zum Teufel stammt diese Idee? Was haben Sie damit zu tun?“ (‚Where in hell did this idea come from?" King demanded. "How did you manage it?‘). Horne erklärte, dass er unschuldig sei, nichts damit zu tun hätte, und auf Nachfrage von Knox erklärt hätte, dass die bestehende Situation in Ordnung sei, was von King aber nicht geglaubt wurde.
Die Kampagne von Knox gegen King erreichte Mitte Januar 1944 ihren Höhepunkt als der Entwurf einer Executive Order bekannt wurde, der die Trennung des Flottenkommandos von den Marineoperationen vorsah, indem King als Fünf-Sterne-Admiral (Fleet Admiral) und Kommandeur der US-Flotten ernannt werden sollte, während für Horne die Beförderung zum Vier-Sterne-Admiral und Ernennung zum Chef für Marinelogistik und Marinematerial (Chief of Naval Logistics and Material) vorgesehen war, der unmittelbar dem US-Marineminister berichtspflichtig war.
Allerdings widerrief am 11. Februar 1944 Carl Vinson, ein demokratisches Mitglied des US-Repräsentantenhauses aus Georgia und Vorsitzender von dessen Ausschuss für Marineangelegenheiten (House Naval Affairs Committee), seine Unterstützung für den Vorschlag von Knox. Nach dem Tod von Knox am 28. April 1944 wurden die Pläne zur Trennung der Ämter schließlich aufgegeben.
Im September 1944 berief King den bisherigen Chef des Stabes des Oberkommandierenden der US-Flotte, Vizeadmiral Richard S. Edwards, Jr., auf den neugeschaffenen Posten des Deputy COMINCH-Deputy CNO, so dass Edwards als unmittelbarer Stellvertreter von King in der Befehlskette über Horne stand.
Hornes Unzufriedenheit mit dieser tatsächlichen Degradierung führte zu einer Flug von Kritiken in Tageszeitungen und Radiosendungen, die King durch die Herausgabe einer Presseerklärung von 4. Oktober 1944 zu unterdrücken versuchte, in der es hieß, dass die jetzt übertragenen Aufgaben an Vizeadmiral Edwards keine Degradierung von Vizeadmiral Horne oder eines anderen bedeuten würde. Nach Kriegsende war King jedoch deutlicher und sagte: „Natürlich wäre Horne gerne CNO geworden. Wer würde das nicht wollen? Aber ich befürchte, dass er nicht ganz offen zu mir war. Schließlich habe ich ihn ausgespannt“ (‚Of course Horne would have liked to be CNO. Who wouldn’t? But I am afraid he was not quite frank with me. I eased him out, finally‘).

### Admiral der US Navy und Nachkriegszeit

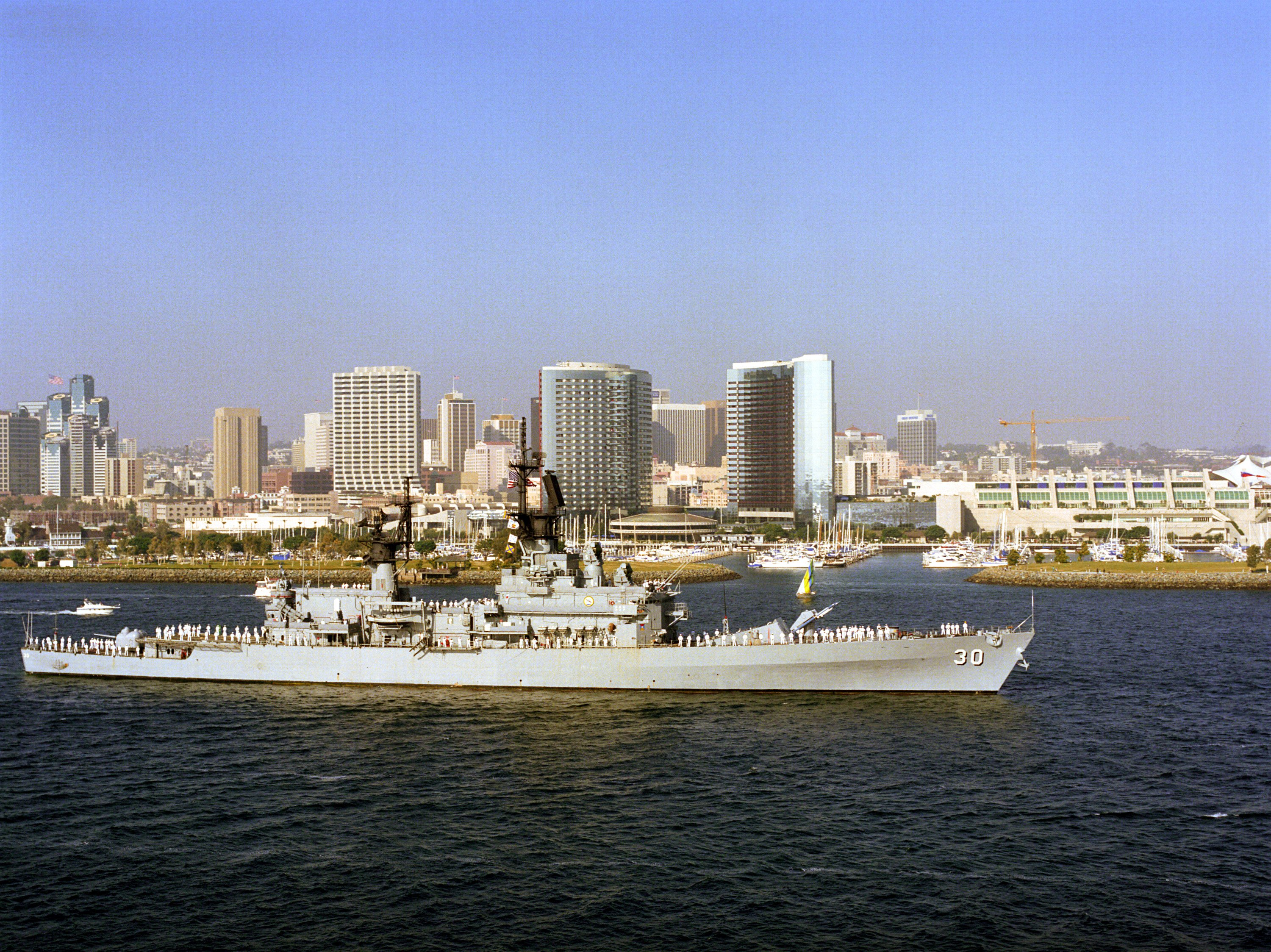
Der am 15. April 1967 in Dienst gestellte Kreuzer USS Horne wurde ihm zu Ehren benannt

Für seine Verdienste in der Stabsplanung und logistischen Zusammenarbeit, die mit Problemen der logistischen Versorgung zusammenhingen, wurde ihm der Legion of Merit verliehen. Am 29. Januar 1945 wurde er schließlich zum Admiral mit Rückwirkung zum 15. Dezember 1944 befördert. Mitte Mai 1945 leitete er die schnelle Unterstützung der US-Marineverbände, die letztlich zum Sieg bei der Schlacht um Okinawa führte. Ende Mai 1945 forderte er die Einstellung von 15.000 Werftarbeitern, um die im Pazifikkrieg zerstörten US-Schiffe zu reparieren.
Nach dem Ende des Zweiten Weltkrieges führte King am 29. September 1945 eine Reorganisation der US-Marine durch, die die Position des Oberkommandierenden der US-Flotte (COMINCH) abschaffte und die Funktion des Chief of Naval Operations (CNO) als unbestrittene militärische Leitung der US-Marine vorsah. Die am 10. Oktober 1945 in Kraft getretene Reorganisation führte dazu, dass King CNO blieb, während Richard S. Edwards, Jr., als Nachfolger Hornes zweiter Vice Chief of Naval Operations wurde. Horne fungierte stattdessen vorübergehend als Sonderassistent von King, um sich mit Demobilisierung und Rückführung der Logistik zu befassen. Für seine Verdienste als VCNO wurde er im Dezember 1945 mit der Navy Distinguished Service Medal geehrt.
Zum 1. August 1946 wurde Horne zwar auf die Ruhestandsliste gesetzt, blieb aber noch bis April 1947 als Sonderassistent des nunmehrigen Chief of Naval Operations, Flottenadmiral Chester W. Nimitz, sowie zugleich als Vorsitzender des Prüfungsausschusses für Auszeichnungen und Orden (Board of Review for Decorations and Medals) im aktiven Dienst.
Nach seinem Tode wurde er auf dem Fort Rosecrans National Cemetery in San Diego bestattet. Ihm zu Ehren wurde der am 15. April 1967 in Dienst gestellte und zur Belknap-Klasse gehörende Kreuzer USS Horne benannt.

## Auszeichnungen
- Navy Cross
- Navy Distinguished Service Medal
- Legion of Merit